# オートキュイジーヌ

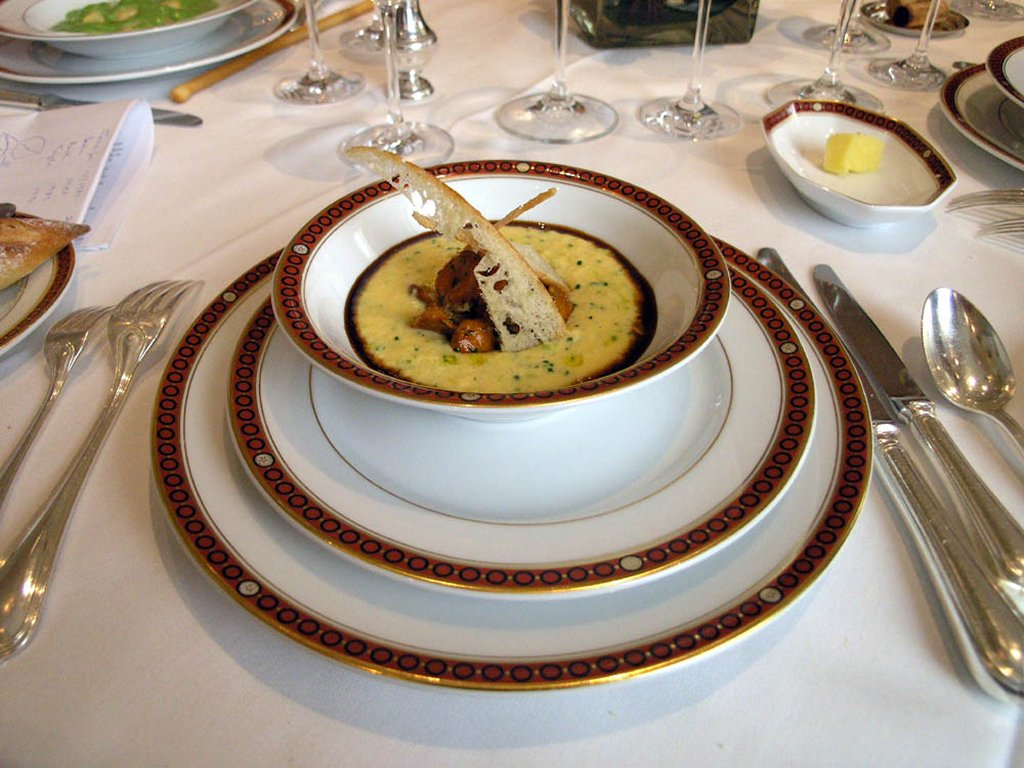
オートキュイジーヌの例

オートキュイジーヌ（仏: haute cuisine）は、フランス料理の類別の一つ。
宮廷料理に起源を持つ、伝統的な高級料理（フランス語でhauteは「高い」「高級な」、cuisineは「料理」「台所」）。複雑な味付けと手の込んだ飾り付けが特徴で、主にレストランやホテルなどのコース料理として提供される。

## 歴史
フランスの宮廷料理は17世紀あたりから変化が見られ、のちのオートキュイジーヌとして成立していった。ルイ14世の宮廷料理人であり作家でもあったフランソワ・ピエール・ラ・ヴァレンヌ（1615年 - 1678年）が料理法の変化がおきていることを記している。
それによると、以前に比べ味付けが少し薄くなり、盛り付け方が洗練された。例えば、肉の塊をだすの止めて、少しずつ切って調理するようになった。またアントナン・カレーム（1784年生まれ）が初期フランス料理の複雑な調理法を単純化、明文化している（といっても、現代から見れば十分に贅沢なものが多い）。
1900年頃、オーギュスト・エスコフィエによってオートキュイジーヌはより現代的なものに変化させられた。彼は、カレームやジュール・グーフェなどの料理をより簡素なものに作り変えた。これらは、キュイジーヌクラシックとしても知られる。また、これらの料理を大きなレストランやホテルで提供するようになった。
最も大きな変化としては、料理がコース化されたことである。それまでフランスでは一度に全ての料理を提供していたが、当時のロシアのように料理を一つ一つ順番にだすコースに変化した。また、エスコフィエによって料理はよりシステム化され、ソースや調理などの方法が整理された。
1960年代、ヌーベルキュイジーヌが台頭してきた。これは言ってしまえば、エスコフィエの料理の否定であり、より軽く、より簡素な料理へと変化した。特に素材の自然な味が重視されるようになった。1990年代にはオートキュイジーヌへの回帰が指摘されている。